# Wenceslas Bojer
Wenceslas Bojer, ou Wenzel Bojer, est un botaniste et un naturaliste de Bohême (appartenant alors à l'Autriche), né le 23 septembre 1795 à Řesanice, en Bohême, et mort le 4 juin 1856 à Port-Louis, à l'île Maurice.

## Biographie
Il est le fils de Simon et Barbara (née Staub) Bojet. Très jeune, il participe à des expéditions en Afrique. En 1821, il arrive à l’île Maurice. L’année suivante, le gouverneur de l’île, Robert Townsend Farquhar, l’envoie à Madagascar. Il est accompagné par le prince malgache Rafaria, qui étudie à Maurice, et par James Hastie, un caporal écossais et représentant britannique auprès du roi de l’île malgache Radama Ier. Bojer explore la côte ouest de la grande île avant d’atteindre Tananarive.
En 1824, Bojer est envoyé sur le continent africain comme interprète. Il explore plusieurs côtes et récolte un grand nombre de spécimens de minéraux et de plantes. Il découvre le flamboyant (Delonix regia) à Madagascar en 1824 et en expédie des graines à l'île Maurice ; en 1830, il propage cet arbre ornemental dans d'autres régions tropicales comme le Sri Lanka et l'Inde.
En 1829, il est l’un des confondateurs de la Société royale des arts et des sciences de l'île Maurice avec François Liénard de la Mivoye, Charles Telfair, Jacques Delisse ou encore Julien Desjardins. En 1835, il visite Agaléga.
Il meurt de paralysie en 1856.

## Œuvre
- Hortus Mauritianus ou énumération des plantes exotiques et indigènes qui croissent à l'ile Maurice, disposées d'après la méthode naturelle, Maurice, Mamarot et compagnie, 1837, 456 p. (Biodiversity Heritage Library)

## Éponymie
De nombreuses espèces, spécialement de Madagascar et des Mascareignes, lui ont été dédiées, notamment parmi les animaux :
- un lézard, Gongylomorphus bojerii par Julien Desjardins en 1831,
- un passereau, le tisserin palmiste, Ploceus bojeri, par Jean Louis Cabanis en 1869 ;

et parmi les plantes à fleurs :
- une gesneriacea, Streptocarpus bojeri par Robert Brown en 1850,
- une melastomatacea, Dionycha bojerii par François Marie Daudin  en 1851,
- une phyllanthacea, Uapaca bojeri par Henri Ernest Baillon en 1874,
- une iridacée, Geissorhiza bojeri par John Gilbert Baker  en 1876,
- une onagracea, Epilobium bojeri par Heinrich Carl Haussknecht en 1879.

## Sources
- Traduction de l'article de langue anglaise de Wikipédia (version du 8 septembre 2006).
- Wenceslas Bojer, bienfaiteur de l’humanité, lexpress.mu, 05/06/2006.
- Dr Vaughan rend hommage à Wenceslas Bojer, lexpress.mu, 12/06/2006.
- Les recherches botaniques de Bojer à Maurice, lexpress.mu, 26/06/2006.